# Saint-Cyr-en-Bourg

Saint-Cyr-en-Bourg este o comună în departamentul Maine-et-Loire, Franța. În 2009 avea o populație de 986 de locuitori.